# محمد سمير عبد العزيز
محمد سمير عبد العزيز هو عميد بالجيش المصري، شغل سابقاً منصب المتحدث العسكري للقوات المسلحة المصرية منذ 1 يوليو 2014 خلفاً للعقيد أحمد محمد علي وحتى 1 يناير 2017.

## التأهيل العسكري
- بكالوريوس العلوم العسكرية.
- الفرق التعليمية الحتمية بسلاح المشاة.
- فرقة القفز الأساسية بالمظلات.
- فرقة رماية دولية.
- فرقة رماية أسلحة صغيرة.
- فرقة معلمي قناصة.
- فرقة حراسة لصيقة ومقاومة إرهاب.
- فرقة مشاة متقدمة من الولايات المتحدة الأمريكية.
- دورة التحديات الأمنية الإقليمية من الولايات المتحدة الأمريكية.
- دورة الدبلوماسية العسكرية «مركز جنيف للسياسات الأمنية».

## التأهيل المدني
- بكالوريوس تجارة (إدارة أعمال) من جامعة عين شمس.

## الوظائف الرئيسية
- جميع الوظائف الحتمية بسلاح المشاة حتى قائد كتيبة.
- عضو هيئة تدريس بمعهد المشاة.
- مراقب عسكري بالأمم المتحدة.
- ملحق دفاع بدولة الإمارات العربية المتحدة.

## الأنواط والميداليات
- نوط الواجب العسكري من الطبقة الأولى.
- ميدالية الخدمة الطويلة بالقوات المسلحة والقدوة الحسنة.
- ميداليات (العيد 25 لانتصارات أكتوبر - العيد 50 لثورة يوليو - العيد 25 لتحرير سيناء - ثورة 25 يناير 2011).
- ميدالية الأمم المتحدة.
- نوط الكفاءة البدنية من الجيش الأمريكي.